# Коллонич, Ласло
Ла́сло Ко́ллонич или Ласло Коллониц (венг. Kollonics László, 7 декабря 1736, Вена, Австро-Венгрия — 23 апреля 1817, Калоча, Австро-Венгрия) — венгерский граф, католический прелат, епископ Трансильвании, Эрдея и Зибенбюргена с 24 апреля 1775 года по 25 июня 1781 год, епископ Оради-Маре с 25 июня 1781 года по 10 марта 1788 года, архиепископ Калочи с 10 марта 1788 года по 23 апреля 1817 год.

## Биография
Ласло Коллонич родился 7 декабря 1736 года в Вене в старинном венгерском аристократическом роде Коллонич. 11 ноября 1759 года Ласло Коллонич был рукоположён в священника.
24 апреля 1775 года Римский папа Пий VI назначил Ласло Коллонича епископом Трансильвании, Эрдели и Зибенбюргена. 28 мая 1775 года состоялось рукоположение Ласло Коллонича в епископа. Был ординарием епархии Трансильвании, Эрдели и Зибенбюргена до 25 июня 1781 года, когда Римский папа Пий VI назначил его епископом Оради-Маре.
10 марта 1788 года был назначен архиепископом Калочи. С 1799 года Ласло Коллонич был советником венгерского короля.
Скончался 23 апреля 1817 года в городе Калоча.

## Сочинения
- Excelsi proceres et inclyti status. ac ordines regni Hungariae. Budae, 1790.
- Kollonics Ladislaus… petit repositionem in officium perpetui comitis Bácsiensis. U. ott, 1790.
- Sermo occasione introductionis ordinis S. Benedicti et installationis primi post restitutionem archi-abbatis… dictus die 25. Aprilis 1802. Posonii.
- Sermo, quem … die 2. Junii 1788., quippe occasione solennis in metrop. suam sedem ingressus, et installationis ad clerum et populum archi-dioecesis suae habuit. Pesthini, (1823.)